# 鈴木博昭 (野球)
鈴木 博昭（すずき ひろあき、1946年11月10日 - ）は、埼玉県出身の元プロ野球選手。ポジションは内野手。

## 来歴・人物
大宮商業高校では2年生の時、五番打者、左翼手として、1963年夏の甲子園埼玉県予選決勝に進むが、榊親一のいた大宮高に敗退。翌1964年夏は県予選準決勝で飯能高に敗れ、甲子園には届かなかった。
率業後は三菱自動車川崎へ入社。都市対抗野球大会に補強も含め4回出場。1972年の大会では、1回戦で新日鐵八幡から2打席連続本塁打を放つなど活躍。決勝に進むが日本楽器の新美敏に完封を喫し準優勝に終わる。この時のチームメートに四番打者の原田俊治がいる。翌1973年の都市対抗には日本鋼管に補強され出場。日産自動車との決勝では本塁打を放ち、チームの初優勝に貢献した。1972年から2年連続社会人ベストナイン（二塁手）に選ばれ、監督候補にも挙がった。1972年には第20回アマチュア野球世界選手権日本代表に選出。1973年にはアジア野球選手権大会日本代表となり4本塁打、優勝に貢献し最高殊勲選手賞を獲得。同年の第1回インターコンチネンタルカップ日本代表にも選出されている。
1973年ドラフト会議で中日ドラゴンズから2位指名を受け入団。当時ドラフトで指名された71選手の中では最年長の27歳で入団した。長距離砲として期待され、1977年には25試合出場、6月には一塁手、六番打者として実質先発出場（偵察メンバーの松林茂から交代）を果たす。1978年はウエスタン・リーグで14本塁打を打ち、本塁打王となるが、一軍の壁は厚く同年オフに引退した。

## 詳細情報

### 年度別打撃成績
| 年 度     | 球 団     | 試 合 | 打 席 | 打 数 | 得 点 | 安 打 | 二 塁 打 | 三 塁 打 | 本 塁 打 | 塁 打 | 打 点 | 盗 塁 | 盗 塁 死 | 犠 打 | 犠 飛 | 四 球 | 敬 遠 | 死 球 | 三 振 | 併 殺 打 | 打 率 | 出 塁 率 | 長 打 率 | O P S |
| --------- | --------- | ----- | ----- | ----- | ----- | ----- | -------- | -------- | -------- | ----- | ----- | ----- | -------- | ----- | ----- | ----- | ----- | ----- | ----- | -------- | ----- | -------- | -------- | ----- |
| 1977      | 中日      | 25    | 23    | 22    | 1     | 3     | 1        | 0        | 0        | 4     | 0     | 0     | 0        | 0     | 0     | 1     | 0     | 0     | 6     | 0        | .136  | .174     | .182     | .356  |
| 通算：1年 | 通算：1年 | 25    | 23    | 22    | 1     | 3     | 1        | 0        | 0        | 4     | 0     | 0     | 0        | 0     | 0     | 1     | 0     | 0     | 6     | 0        | .136  | .174     | .182     | .356  |

### 記録
- 初出場：1977年4月3日、対読売ジャイアンツ2回戦（後楽園球場）、4回表に青山久人の代打で出場
- 初安打：1977年4月17日、対大洋ホエールズ3回戦（千葉県野球場）、8回表に金山仙吉の代打で出場、間柴茂有から単打

### 背番号
- 25 （1974年 - 1978年）